# S/2006 S 3
S/2006 S 3 — п'ятдесят шостий за віддаленістю від планети супутник Сатурна. Відкритий 5 січня 2006 року.

## Корисні посилання
- Відомі супутники Сатурна (сторінка Скотта Шеппарда) [Архівовано 15 травня 2011 у Wayback Machine.](англ.)
- Циркуляр МАС №8727: Відкриття нових супутників Сатурна[недоступне посилання з лютого 2019](англ.)
- Електронний циркуляр ЦМП MPEC 2006-M45: Вісім нових супутників Сатурна [Архівовано 5 вересня 2008 у Wayback Machine.](англ.)